# Astronesthes atlanticus
Astronesthes atlanticus és una espècie de peix de la família dels estòmids i de l'ordre dels estomiformes.

## Morfologia
- Els mascles poden assolir 16,3 cm de longitud total.[3][4]

## Hàbitat
És un peix marí i d'aigües profundes que viu entre 300-1.200 m de fondària.

## Distribució geogràfica
És un endemisme de les aigües càlides de l'Atlàntic.